# Jens Veggerby
Jens Veggerby (* 20. Oktober 1962 in Kopenhagen) ist ein ehemaliger dänischer Radrennfahrer.

## Sportliche Laufbahn
Jens Veggerby war Profi-Radsportler von 1984 bis 1999. Als Amateur und zu Beginn seiner Profi-Laufbahn fuhr er erfolgreich Straßenrennen wie die Schweden- oder die Lombardei-Rundfahrt. Er startete 1988 und 1989 auch bei der Tour de France. Später konzentrierte er sich auf den Bahnradsport. 1994 gewann er den Großen Preis der Stadt Leipzig im Steherrennen. Vor allem machte Veggerby Furore als erfolgreicher Sechstage-Fahrer. Insgesamt startete er bei 89 Six days, von denen er 13 gewinnen konnte. Fünf von diesen Siegen errang er zusammen mit seinem Landsmann Jimmi Madsen. Auch wurde er dreimal Europameister im Zweier-Mannschaftsfahren, einmal mit Madsen, zweimal mit Pierangelo Bincoletto. 1993 wurde er zudem Steher-Weltmeister.

## Siege bei Sechstagerennen
1990
- Sechstagerennen Kopenhagen (mit Danny Clark)

1991
- Sechstagerennen Kopenhagen (mit Danny Clark)

1992
- Sechstagerennen Antwerpen (mit Constant Tourné)
- Sechstagerennen Gent (mit Constant Tourné)

1993
- Sechstagerennen Kopenhagen (mit Rolf Sørensen)

1994
- Sechstagerennen Antwerpen (mit Etienne De Wilde)
- Sechstagerennen Stuttgart (mit Etienne De Wilde)

1995
- Sechstagerennen Herning (mit Jimmi Madsen)

1996
- Sechstagerennen Stuttgart (mit Jimmi Madsen)

1997
- Sechstagerennen Kopenhagen (mit Jimmi Madsen)
- Sechstagerennen Herning (mit Jimmi Madsen)
- Sechstagerennen Berlin (mit Olaf Ludwig)

1998
- Sechstagerennen Bremen (mit Jimmi Madsen)

## Berufliches
Heute betreibt Jens Veggerby in Kopenhagen eine Kunstgalerie. Ab Juli 2010 stand er vor Gericht, weil er im November 2008 für den prominenten dänischen Geschäftsmann Stein Bagger verbotenerweise 270.000 Euro von Monaco nach Dänemark gebracht hatte. Als Bagger Ende November 2008 nach der Pleite seiner Firma IT Factory verschwunden war, hatte sich Veggerby selbst bei den Behörden angezeigt. Er habe nicht gewusst, dass Geldmengen ab 75.000 Dänische Kronen (DKR) angemeldet werden müssten. Am 4. April 2011 wurde er zu einer Geldstrafe von 500.000 DKR verurteilt.